# Pedagogia hip-hop
La pedagogia hip-hop (hip hop pedagogy in inglese) è un modo di incorporare gli elementi creativi dell'hip-hop nell'insegnamento, invitando gli studenti a stabilire un legame con i contenuti e incontrandoli sul loro terreno culturale insegnando loro le loro realtà ed esperienze. È una pedagogia culturalmente sensibile che favorisce l'impegno degli studenti e il loro successo scolastico. L'educazione basata sull'hip-hop è stata implementata in varie materie, tra cui la scienza, dove si è dimostrato che supporta l'acquisizione dei contenuti scientifici degli studenti, collega i contenuti scientifici alle realtà degli studenti e incoraggia la loro voce e il loro agire.

## Negli Stati Uniti d'America
Negli Stati Uniti, ci sono molti ricercatori che promuovono la pedagogia hip-hop come metodo educativo. Ad esempio, Toby Jenkins, professore associato di istruzione superiore presso l'Università della Carolina del Sud, ha trascorso oltre due decenni sviluppando iniziative culturali hip-hop nei campus universitari. Nel suo articolo “Come l'hip-hop ha migliorato l'istruzione americana negli ultimi 50 anni, dalle sale ricreative alle aule”, Jenkins descrive come l'hip-hop abbia reso le lezioni più coinvolgenti, incoraggiato la creatività e l'espressione personale, promosso la diversità culturale e fornito opportunità di apprendimento esperienziale. La pedagogia hip-hop è una pratica che incorpora gli elementi e i valori della cultura hip-hop nell'intera esperienza educativa, non solo nell'ambiente scolastico, ma anche nelle tecniche di insegnamento, nelle relazioni studente-insegnante e nella materia di studio. Altri ricercatori che hanno contribuito allo sviluppo della pedagogia hip-hop includono Gloria Ladson-Billings e Geneva Gay, i cui lavori sulla pedagogia culturalmente rilevante e sull'insegnamento culturalmente reattivo hanno gettato le basi per la pedagogia hip-hop come forma di pedagogia culturalmente sostenibile.
Altri pionieri della pedagogia hip hop negli Stati Uniti sono il dottor Christopher Emdin, la dottoressa Bettina Love, il dottor Jeff Duncan-Andrade, il dottor Marc Lamont Hill.

## In Italia
La pedagogia hip hop è un campo in crescita in Italia, con diverse iniziative e pubblicazioni che esplorano l'uso della cultura hip hop come strumento per l'educazione e la crescita personale. Ad esempio, nel carcere minorile Cesare Beccaria di Milano, i giovani detenuti sono invitati a scrivere testi rap, registrarli e infine produrre un disco. Questo processo creativo è forse l'unico momento in cui i ragazzi sono incoraggiati a pensare, creare, divertirsi e crescere senza essere costantemente osservati o giudicati dagli occhi degli adulti. Nel suo libro “Pedagogia hip-hop. Gioco, esperienza, resistenza”, l'educatore e ricercatore Davide Fant racconta come le ore di laboratorio guidate da Fabrizio Bruno aiutino i ragazzi ad affrontare, attraverso la fruizione condivisa di questa esperienza con altri coetanei, la costruzione di una nuova consapevolezza di sé.
Un altro esempio è il libro di Amir Issaa “Educazione rap”, che mira a utilizzare l'hip hop come ponte tra le generazioni. Il libro non è solo una raccolta di racconti o un manuale, ma un'analisi di quanto accade oggi sulla scena e uno strumento per far dialogare tra loro generazioni diverse . Amir Issaa ha anche lavorato come educatore attraverso il rap, portando la sua esperienza nelle scuole, nelle prigioni e nei college americani.
Un altro pioniere della pedagogia hip hop in Italia è il rapper friulano Dj Tubet che ha sviluppato la propria forma di Hip Hop Pedagogy in molte scuole e contesti educativi sperimentandola anche in laboratori di scrittura di testi rap, lotta al bullismo, laboratori con ragazzi diversamente abili, insegnamento della lingua e cultura friulana. Ha usato questo tipo di approccio pedagogico anche in sinergia con la didattica museale  e la didattica teatrale affrontando in classe anche tematiche come il linguaggio sessista nel mondo spettacolo, la legalità, la Costituzione della Repubblica Italiana, la sicurezza nei trasporti.

## Utilizzo della Pedagogia Hip Hop in classe
La pedagogia hip-hop può essere implementata nelle aule scolastiche in vari modi. Un modo è quello di incorporare gli elementi creativi dell'hip-hop nell'insegnamento, come ad esempio utilizzando la musica rap per insegnare la storia, la poesia e la scrittura. Un altro modo è quello di utilizzare pratiche pedagogiche specifiche dell'hip-hop, come il call-and-response e il co-insegnamento, per coinvolgere gli studenti e migliorare l'apprendimento. Inoltre, gli educatori possono utilizzare gli elementi dell'hip-hop, come MC'ing, graffiti, break dancing, DJ'ing e conoscenza di sé, per suscitare l'interesse degli studenti verso materie come la scienza.